# Salahuddin Rabbani
Pour les articles homonymes, voir Rabbani.
Salāhuddīn Rabbānī (persan / pachto : صلاح‌الدین رباني ; né le 10 mai 1971), est un diplomate et homme politique afghan. Fils de l'ancien président Burhanuddin Rabbani, il est ministre des Affaires étrangères de février 2015 à octobre 2019.

## Biographie
Salahuddin Rabbani naît le 10 mai 1971 à Kaboul en Afghanistan.
Il obtient un diplôme de premier cycle en gestion et en mercatique de l'Université du Roi Fahd du Pétrole et des Mines en Arabie saoudite en 1995. En 2000, il obtient une maîtrise en gestion d'entreprise de l'université Kingston au Royaume-Uni. De 2006 à 2008, il fréquente la School of International and Public Affairs (SIPA) de la université Columbia  pour obtenir une maîtrise en affaires internationales.